# Felix Salomon
Felix Salomon (* 17. August 1866 in Berlin; † 13. November 1928 in Leipzig) war ein deutscher Historiker.

## Leben
Nach dem Studium der Geschichte an den Universitäten Heidelberg und Berlin, der Promotion 1890 zum Dr. phil. in Geschichte an der Universität zu Berlin und der Habilitation 1895 für Geschichte an der Universität Leipzig war er von 1895 bis 1901 Privatdozent für Geschichte an der Philosophischen Fakultät der Universität Leipzig. Er lehrte von 1901 bis 1915 als nichtplanmäßiger außerordentlicher Professor für Geschichte an der Philosophischen Fakultät der Universität Leipzig und von 1915 bis 1928 planmäßiger außerordentlicher Professor für Westeuropäische Geschichte an der Philosophischen Fakultät der Universität Leipzig.
Seine Forschungsschwerpunkte waren englische Geschichte und Geschichte der Parteien.

## Publikationen (Auswahl)
- Geschichte des letzten Ministeriums Königin Annas von England (1710–1714) und der englischen Thronfolgefrage. Gotha 1894.
- William Pitt der Jüngere. Leipzig 1906.
- Die deutschen Parteiprogramme. Leipzig 1907–1920.
- Wie England unser Feind wurde. Leipzig 1914.
- Englische Geschichte von den Anfängen bis zur Gegenwart. Leipzig 1923.